# Маньчжурия
Маньчжу́рия, арх. Манджу́рия или Манжу́рия (кит. трад. 滿洲, упр. 满洲, пиньинь Mǎnzhōu, палл. Маньчжоу от маньчж. ᠮᠠᠨᠵᡠ [манчжу]) — историческая область на северо-востоке современного Китая (регион Дунбэй и восточная часть Внутренней Монголии)
. До 1858—1860 годов в понятие «Маньчжурия» включались также территории, отошедшие к России по Айгунскому договору (1858) и Пекинскому трактату (1860), то есть современные Приамурье и Приморье. Эти территории в XIX веке иногда именовались «Внешней Маньчжурией».
Название произошло в начале XVII века от названия народа маньчжуров (южно-тунгусского происхождения), в прошлом имевшего свою государственность. Во времена Цинской империи регион носил название «Три восточные провинции»: ᡩᡝᡵᡤᡳ (dergi), ᡳᠯᠠᠨ (ilan), ᡤᠣᠯᠣ (golo).
В XXI веке Северо-Восточный Китай превратился в «ржавый пояс», население которого с 2010 по 2020 год сократилось на 10% с 11 млн человек до 9,85 млн человек. Более половины от общих потерь из-за оттока населения в другие регионы Китая и низкой рождаемости пришлось на самую северную провинцию Хэйлунцзян.

## Современная география
В настоящее время равнинную часть китайской Маньчжурии занимают провинции Хэйлунцзян, Цзилинь и Ляонин. Хребет Большой Хинган находится на территории автономного района Внутренняя Монголия.

## История

### Древняя Маньчжурия
В древности Маньчжурия делилась на множество отдельных владений, которые то соединялись в одно государство под властью одного вождя-завоевателя, то вновь распадались. С севера двигались воинственные тунгусские племена, ставшие господствующими в северной Маньчжурии. На юге китайская колонизация приносила с собой зачатки ханьской культуры. До прихода тунгусо-маньчжурских племён была населена племенами, говорившими на пуёских языках. С  II века до н. э. по 494 год существовало государство Пуё. В 285 году от Пуё отделилась Тонбуё (восточное Пуё).  В 494 году остатки государства Пуё вошли в Когурё, которое, как и государство Пэкче, называли себя его преемниками. Значительная часть Маньчжурии входила в состав Когурё. В 692 году тунгусские племена мукри создали государство Бохай (Пархэ) на территории восточной Маньчжурии и Северной Кореи. В X веке (926 год) Бохай и вся Маньчжурия была завоёвана киданями (Империя Ляо). С 1115 года господствующими становятся чжурчжэни (потомки прежних мукри), создавшие династию Цзинь, контролировавшую как Маньчжурию, так и почти весь северный Китай. В 1234 году Маньчжурию покорили монголы.
После свержения монгольского владычества в Китае (1368 г.) возрождённое китайское государство — новая Империя Мин — пыталась в начале XV века покорить Маньчжурию (см. плавания Ишихи), которая ранее вместе с собственно Китаем входила в монгольское государство. Однако на протяжении большей части Минской эпохи лишь крайний юг региона — Ляодунский полуостров (современный Ляонин) — стабильно оставался под властью Пекина.

### Цинская империя
В конце XVI века один из чжурчжэньских вождей, Нурхаци, объединил под своей властью множество чжурчжэньских (Хайси, Цзяньчжоу Чжурчжэнь, федерация Хулун гурун, Дикие чжурчжэни и другие чжурчжэньские кланы) и монгольских аймаков (родов, владений) и в 1616 году объявил себя императором новой империи, названной «Поздняя Цзинь» — в знак продолжения традиций империи Цзинь XII—XIII веков. Затем был завоёван принадлежавший Минской империи Ляодунский полуостров. В 1636 году сын Нурхаци, Абахай, переименовал Позднюю Цзинь в Цин, а чжурчжэней — в «маньчжуров».
В 1644 году цинские армии перешли Великую китайскую стену и взяли Пекин. После долгой войны маньчжуры смогли окончательно присоединить весь Китай к своему государству Цин.
Оставаясь господствующей группой в Цинской империи, маньчжуры весьма скоро восприняли китайскую культуру, однако их историческая родина, Маньчжурия, никогда не была полностью интегрирована с покорённым внутренним Китаем, сохраняя юридические и этнические отличия. Для контроля над доступом этнических китайцев (ханьцев) в центральную и северную Маньчжурию (то есть за пределы Ляодуна), для поселения или сбора женьшеня и других природных ресурсов, в середине XVII века была даже сооружена система укреплений — так называемая «Ивовая изгородь». Лишь во второй половине XIX века, после потери Приамурья и Приморья, цинское руководство осознало необходимость заселить северо-восточные окраины страны и открыло дорогу массовому заселению Маньчжурии китайцами. В современной китайской историографии основная причина возведения Ивовой изгороди как заслона, защищающего от проникновения китайцев, всячески замалчивается, а основной причиной создания изгороди называется личное владение императорской знати всеми землями Маньчжурии и их исключительное право распоряжения природными ресурсами данной территории. Такая трактовка полностью противоречит тому факту, что этническим чжурчжэням не требовалось получать специальное разрешение на проезд в Маньчжурию через пункты пропуска Ивового палисада, равно как не требовалось им разрешений на поселение внутри огороженной зоны. Использование природных ресурсов маньчжурскими крестьянами также не было каким-то особым образом ограничено.
В XVII—XVIII веках европейцы часто собирательно называли маньчжуров и монголов, наряду с другими коренными жителями северной Азии, «татарами». Соответственно, входившие в состав Цинской империи Маньчжурия и Монголия стали известны в Западной Европе как «Китайская Тартария» (напр, фр. la Tartarie chinoise у Дюальда, англ. Chinese Tartary в атласе Китчена 1773 г). Отсюда происходит и название Татарский пролив (фр. manche du Tartarie). Географы начала XIX века выступали за использование слова «Маньчжурия» как более точного; к примеру, одна из глав вышедшего в Париже в 1804 году всемирной географии (часть раздела «Китайская империя») озаглавлена: «Зависимые провинции севера, или Маньчжурия, Монголия, Калмыкия, Сифан, Малая Бухария, и другие страны обыкновенно подпадающие под неправильное название ТАРТАРИЯ». Лишь в течение XIX в. слово «Маньчжурия» стало общеупотребительным.

### Россия в Маньчжурии
Столкновения с русскими на северной границе Маньчжурии начинаются с русско-цинской войны 1658 года, в ходе которой русские также впервые встретились с корейцами.
Итогом военного противостояния стал подписанный в 1689 году Нерчинский договор, по которому русско-цинской границей сделали реки Амур, Аргунь и Горбица.
Поражение Китая в Опиумных войнах позволило Российской империи пересмотреть результаты Нерчинского мира. В 1858 году по итогам Айгунского договора к России отошло Приамурье, а в 1860 году по итогам Пекинского договора к России отошло Приморье.
Слухи о богатых месторождениях золота в 1883 году вызвали стихийное образование на берегах реки Желта, притоке Албазихи, бассейн Амура, так называемой Желтугинской республики, располагавшейся на территории Маньчжурии. Желтугинская республика была ликвидирована маньчжурскими войсками зимой 1885—1886 годов.
В ходе войны Японии с Империей Цин (1894—1895) часть Внутренней Маньчжурии была занята японцами, но по Симоносекскому договору возвращена Империи Цин.
Ослабление цинского правительства привело к усилению русского влияния в Маньчжурии, которая постепенно была включена в сферу русских коммерческих и политических интересов. Во многом это было связано с заключённым в 1896 году, после разгрома войск Цинской империи в войне с Японией, союзническим договором.
С 1896 года по кратчайшему на Владивосток маршруту через Харбин была построена китайско-восточная железная дорога (КВЖД). Видную роль в изучении Маньчжурии и строительстве дороги сыграл Н. С. Свиягин.
В 1898 году по Русско-китайской конвенции Россия арендовала у Империи Цин Ляодунский полуостров с прилегающими островами, укрепила Порт-Артур и построила коммерческий порт Дальний, которые были соединены железной дорогой с восточно-китайской линией на Владивосток.
В 1900 году в ходе подавления восстания боксёров Маньчжурия была занята русскими войсками.

### Маньчжурия в начале XX века
В 1903 году Россия учредила в Порт-Артуре Наместничество Дальнего Востока, и российское правительство рассматривало проект закрепления Маньчжурии как «Желтороссии», основой которой должны были стать учреждённая в 1899 году Квантунская область, полоса отчуждения КВЖД, формирование нового казачьего войска и заселение русскими колонистами.
Притязания Японии на Маньчжурию и Корею и отказ Российской империи вывести русские войска в нарушение союзнического договора из Маньчжурии и Кореи повлекли за собой русско-японскую войну 1904—1905, театром военных действий которой была вся южная Маньчжурия до Мукдена.
По Портсмутскому миру Ляодунский полуостров c Квантунской областью и русская железная дорога (ЮМЖД) от Куанченцзы (Чанчунь) до Порт-Артура отошли к Японии. В период между 1905 и 1925 годами Япония ещё более усилила своё влияние во Внутренней Маньчжурии, опираясь на экономические рычаги.
В 1910—1911 году в Маньчжурии произошла последняя в истории человечества эпидемия чумы.
После Синьхайской революции и краха Цинской империи с 1912 по 1932 годы территория Маньчжурии контролировалась Фэнтяньская кликой — северо-восточной группировкой китайских милитаристов. К концу 1920-х годов Китайское правительство Гоминьдана установило формальный контроль над этой территорией. В 1929 году китайские националисты попытались захватить КВЖД, но были разгромлены советскими войсками.
В 1929—1931 годах в некоторых районах восточной Маньчжурии, населённой корейцами, был установлен анархо-коммунизм в так называемой «Корейской народной Ассоциации в Маньчжурии» (КНАМ).

### Маньчжоу-го
В 1932 году в результате японского вторжения в Маньчжурию было создано государство Маньчжоу-го во главе с последним императором Цинского Китая Пу И. Фактически Маньчжурия находилась под контролем Японской империи, где была расквартирована японская Квантунская армия. В 1939 году с территории Маньчжурии войска Японии и её сателлитов атаковали советские войска на реке Халхин-Гол. В августе 1945 года в результате советско-японской войны Маньчжоу-го было ликвидировано. В 1945—1946 Маньчжурия была занята советскими войсками.

### В составе КНР
После вывода советских войск в 1946 году, Маньчжурия была передана под контроль просоветской Коммунистической партии Китая. В ходе гражданской войны в Китае китайские националисты пытались вернуть контроль над Маньчжурией, но были разгромлены китайскими коммунистами в Ляошэньском сражении 1948 года.
После окончания гражданской войны Маньчжурия вошла в состав Китайской Народной Республики.

## Логистические пути
Маньчжурский пограничный железнодорожный переход «Маньчжурия—Забайкальск» является самым крупным в Китае по объёму перевозок. К 2010 году грузооборот железнодорожной станции достиг 70 млн тонн.
В июле 2009 года в Маньчжурии открылся международный автомобильный пограничный переход, в результате этого объём автоперевозок возрос до 6 млн тонн в год.
В настоящее время Маньчжурия — это перевалочная база для всех видов грузов: лесоматериалов, нефти, жидких химических продуктов, газа, оборудования, контейнеров, что делает его самым функциональным сухопутным портом страны.

## Лесопромышленный комплекс
Через Маньчжурию в Китай попадает 60 % импортируемых из России лесоматериалов — это 30 % от общего объёма древесины ввозимой в страну. В 2012 году объём экспорта через Маньчжурию составил 8,9 млн м³, что на 12,4 % меньше, чем в 2011 году.
Приграничные китайские предприятия-импортеры круглого леса, в дальнейшем экспортирующие продукцию в другие страны, пользуются льготами при совершении обеих внешнеторговых операций. Эти льготы и ряд других государственных мер существенно стимулировали импортно-экспортные операции с древесиной. В 2014 году Китай занимал первое место в мире по импорту круглого леса и пиломатериалов.
Регион представляет собой не только трансферный узел, перенаправляющий партии круглого леса и пиломатериалов, но и крупнейшую зону по переработке древесины. В 2003 году в рамках экономического сотрудничества была учреждена маньчжурская импортно-сырьевая зона обрабатывающей промышленности, площадью около 19 км². Здесь находится свыше 130 крупных предприятий, сырьём для которых выступает лес, импортируемый из РФ. Около 30 % из них специализируются в глубокой переработке древесины.
В 2012 году общая годовая производственная мощность всех лесоперерабатывающих предприятий Маньчжурии оценивалась в 7 млн м³. Объём переработки леса в натуральном выражении составил 4,034 млн м³, что ниже показателей 2011 года на 16,2 %, при этом в денежном выражении он возрос на 26,4 % до $1,250 млрд. Это говорит об ориентации производителей на более глубокую переработку древесины.
Успешный опыт организации Маньчжурской промышленной импортно-сырьевой зоны стал основой для разработки в 2012 году новой государственной программы «Один рынок, две базы, три приоритетных производственных направления», которая представляет собой концепцию развития лесопромышленного комплекса региона на базе промышленного парка по деревообработке. Программа включает в себя создание самого крупного в Китае рынка по торговле импортным лесом, площадью 5 км², базы по производству конструктива для деревянных домов и крупнейшего торгово-логистического пункта обработанных лесоматериалов.